# Enniskillen (Irlandia Północna)

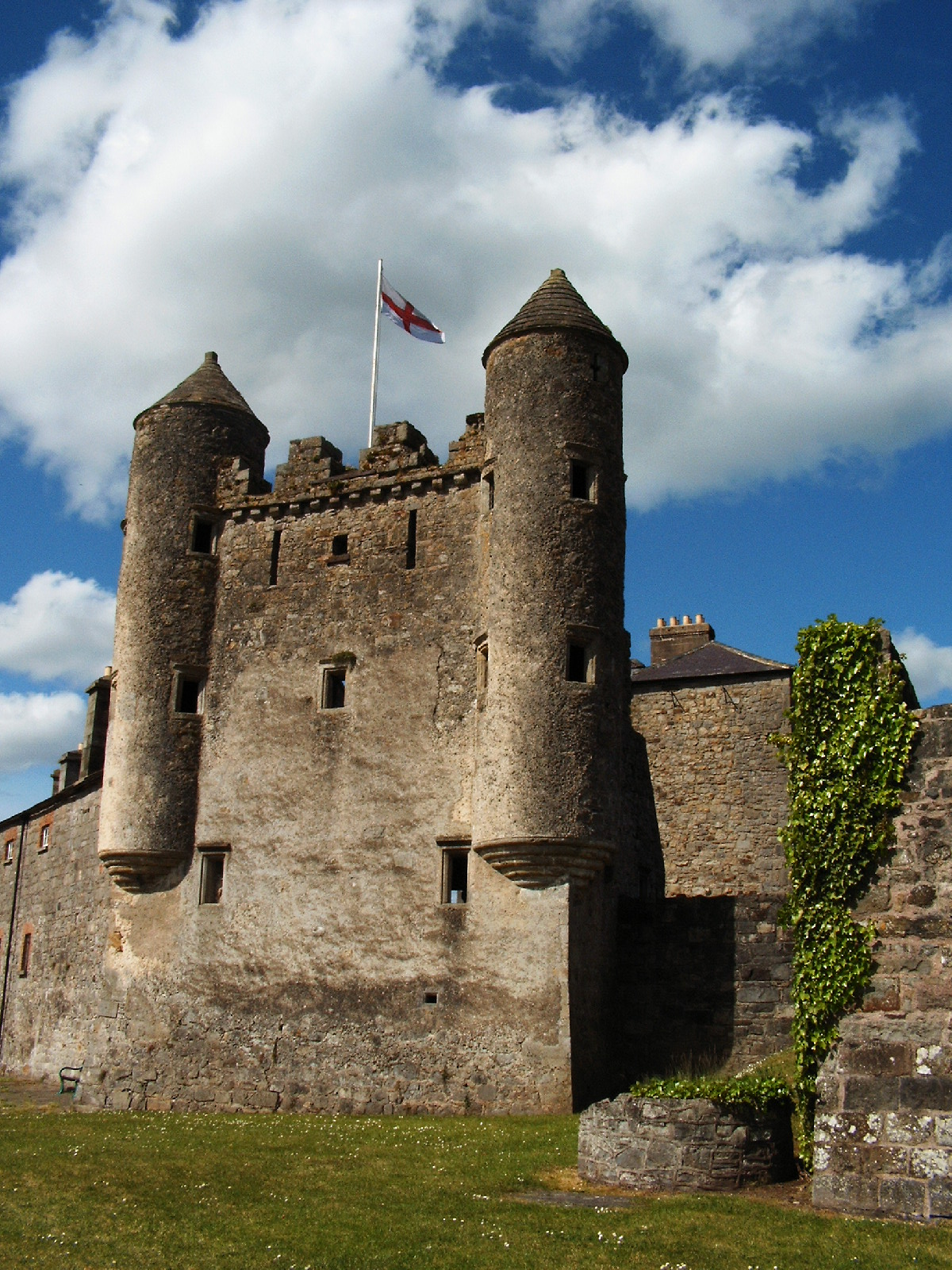
Brama wodna zamku Enniskillen

Enniskillen (irl. Inis Ceithleann) – miasto w Wielkiej Brytanii, stolica północnoirlandzkiego hrabstwa Fermanagh. Według danych ze spisu ludności w 2011 roku liczyło 13 823 mieszkańców – 6662 mężczyzn i 7161 kobiet.
Jest usytuowane niemal dokładnie pośrodku między górną i dolną częścią Lough Erne.

## Ciekawe miejsca

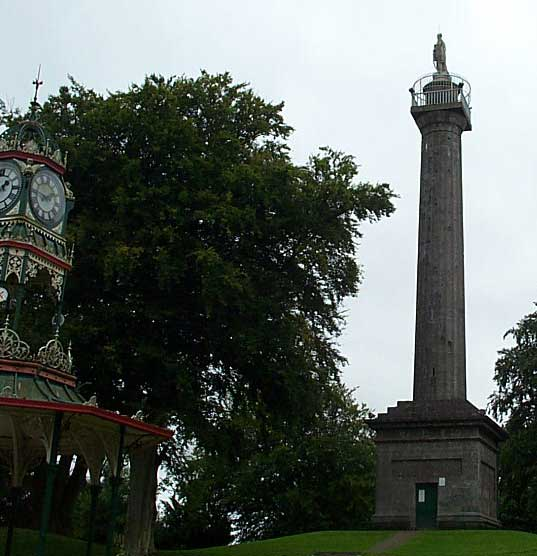
Cole’s Monument

- Ardhowen Theatre
- Castle Coole
- Enniskillen Collegiate Grammar School. enniskillencollegiate.org.uk. [zarchiwizowane z tego adresu (2011-01-06)].
- Cole’s Monument
- Enniskillen Castle – zamek z XVI wieku[2]. Na terenie zamku znajduje się muzeum ze zbiorami dotyczącym lokalnej historii i geografii;
- Portora Royal School
- St Macartin’s Cathedral
- The Diamond and Town Hall
- The Clinton Centre
- St. Michael's College (Enniskillen)
- Fort Lodge Hotel